# Союз немецкой экономики в Российской Федерации

Логотип Союза

Союз немецкой экономики в Российской Федерации (нем. Verband der deutschen Wirtschaft in der Russischen Föderation, учр. 1995) — некоммерческое российское юридическое лицо, основанное 15 марта 1995 года в Москве и являющееся добровольным объединением немецких фирм и предпринимателей, занимающихся в России предпринимательской деятельностью и создавших себе орган независимого самоуправления в лице Союза. На протяжении 12 лет работы союза во главе руководства организацией стояла Представитель немецкой экономики в РФ, председатель правления Союза доктор Андреа фон Кнооп. С марта по декабрь 2007 года Союз возглавлял Йорг Хетч. 5 декабря 2007 года Союз немецкой экономики в Российской Федерации преобразован в Российско-Германскую внешнеторговую палату (Deutsch-Russische Auslandshandelskammer) с сохранением основных функций Союза. С момента реорганизации и до настоящего времени Российско-Германскую внешнеторговую палату возглавляет председатель правления Михаэль Хармс (Michael Harms).

## Цели организации
В тесном сотрудничестве с Объединением Торгово-промышленных палат Германии (Deutscher Industrie- und Handelskammertag, DIHK), ведущими немецкими экономическими союзами и Восточным Комитетом Немецкой Экономики Российско-Германская внешнеторговая палата (ВТП) занимается расширением экономического сотрудничества между бизнесом России и Германии и поддерживает в рамках этой задачи деловые интересы своих членов. Кроме того, ВТП ведёт работу по дальнейшему улучшению инвестиционного климата в России.

## Члены Союза
Членство в Российско-Германской ВТП предполагает уплату взносов, размер которых определяется по ряду критериев. Членами Российско-Германской ВТП в настоящее время являются более 800 компаний, принадлежащих ко всем отраслям экономики. Преимущественно это немецкие предприятия, их российские представительства, филиалы или дочерние компании. Наряду с крупными и известными компаниями широко представлены малые и средние фирмы — они составляют более половины членов. В последние годы Российско-Германская внешнеторговая палата открыта также и для российских предприятий, имеющих сложившиеся связи по всем направлениям сотрудничества с деловыми кругами Германии.